# English Bazar
English Bazar là một thành phố và khu đô thị của quận Maldah thuộc bang Tây Bengal, Ấn Độ.

## Nhân khẩu
Theo điều tra dân số năm 2001 của Ấn Độ, English Bazar có dân số 161.448 người. Phái nam chiếm 51% tổng số dân và phái nữ chiếm 49%. English Bazar có tỷ lệ 75% biết đọc biết viết, cao hơn tỷ lệ trung bình toàn quốc là 59,5%: tỷ lệ cho phái nam là 78%, và tỷ lệ cho phái nữ là 71%. Tại English Bazar, 10% dân số nhỏ hơn 6 tuổi.